# Schießerei in Beirut 2021

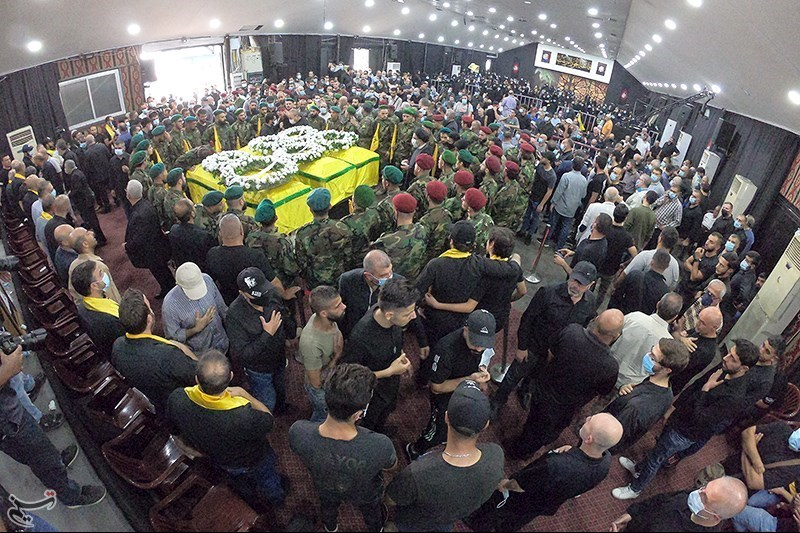
Trauerfeier für die sieben Opfer

Aufgrund des Protests schiitischer Gruppen wie der militanten Hisbollah gegen die Untersuchung der Explosionskatastrophe im Hafen im Jahr 2020 durch Richter Tarek Bitar kam es in der libanesischen Hauptstadt Beirut zu tödlichen Zusammenstößen. Mindestens sechs Schiiten wurden dabei am Donnerstag, dem 14. Oktober 2021, im Zuge bürgerkriegsähnlicher Scharmützel erschossen. Die schiitische Organisationen wollen den Richter Tarek Bitar aus seinem Amt entfernen und werfen ihm Befangenheit vor.

## Schießerei
Am 14. Oktober 2021 kam es in der libanesischen Hauptstadt Beirut zu bewaffneten Zusammenstößen zwischen den libanesischen Streitkräften, der christlichen Miliz Libanesische Kräfte, der Miliz der Amal-Bewegung und der der Hisbollah, bei denen sechs Menschen getötet und 32 weitere verletzt wurden. Die Gewalt brach während eines von der Hisbollah und ihren Verbündeten organisierten Protestes gegen den leitenden Richter aus, der die Explosion im Hafen der Stadt im Jahr 2020 untersuchen sollte. Schauplatz der Zusammenstöße war der Justizpalast, der an der ehemaligen Frontlinie zwischen muslimisch-schiitischen und christlichen Gebieten liegt. Die Zusammenstöße waren die schlimmsten im Land seit dem Libanonkonflikt 2008.

## Hintergrund
Der Libanon befand sich seit 2019 in einer Finanzkrise, die sich mit der COVID-19-Rezession und der Explosion im Hafen von Beirut allmählich verschärfte. Im Herbst 2021 brach der libanesische Energiemarkt wegen Brennstoffmangels zusammen, und am 9. Oktober 2021 kam es zu einem 24-stündigen landesweiten Stromausfall, da den Kraftwerken der Brennstoff ausging.

## Zeitleiste
Am 14. Oktober 2021 eröffneten laut der Hisbollah Scharfschützen der christlichen Miliz Libanesische Kräfte während der Proteste gegen den leitenden Richter, der die Explosion im Beiruter Hafen untersuchte, das Feuer in den Straßen von Beirut und lieferten sich ein Feuergefecht mit Kämpfern der Hisbollah und der Amal-Bewegung, die unter anderem mit Sturmgewehren und Panzerfäusten bewaffnet waren.